# یاکوب تومچک
یاکوب تومچک (چکی: Jakub Tomeček؛ زادهٔ ۲۳ مهٔ ۱۹۹۱) تیرانداز اهل جمهوری چک است.
وی در مسابقات کشوری و بین‌المللی در مجموع برندهٔ ۴ مدال طلا، ۳ مدال نقره، ۵ مدال برنز شده‌است.